# Нинослав Карапанџић
Нинослав Карапанџић (Лесковац, 11. фебруара 1992) српски је фудбалер, који тренутно наступа за Дубочицу.

## Каријера
Карапанџић је фудбалом почео да се бави у родном Лесковцу, где је наступао за млађе селекције локалне Слоге. Касније је прешао у београдски Партизан, где је оконачао омладински стаж. Своје прве сениорске утакмице, Карапанџић је одиграо као члан нишког Синђелића, у Првој лиги Србије. У сезони 2010/11, Карапанџић је био члан Металурга из Скопља. По повратку у Србију, приступио је екипи Дубочице из свог родног града, одакле је по други пут у каријери прешао у Синђелић из Ниша. Касније је наступао још за Моравац из Предејана, Табане, односно Моравац Мрштана, пре него што је лета 2016. постао играч Динама из Врања. Почетком септембра 2017, Карапанџић је потписао професионални уговор са клубом у трајању од три године. По окончању сезоне 2017/18, Динамо је изборио пласман у Суперлигу Србије, као другопласирани тим Прве лиге, што је представљало највећи успех у клупској историји.